# Institut hrvatske glazbe
Institut hrvatske glazbe (engl. Croatian Music Institute) je udruga osnovana 2004. godine s ciljem očuvanja, afirmacije i razvoja hrvatskoga glazbenog stvaralaštva.

## Povijest udruge
Utemeljitelji Instituta hrvatske glazbe su Hrvatska diskografska udruga (HDU), Hrvatska glazbena unija (HGU) i Hrvatsko društvo skladatelja (HDS). Institut aktivno predstavlja njihovo zajedničko stajalište o širokom rasponu tema – od poštovanja autorskih prava i srodnih prava na internetu do razvoja projekata koji glazbu predstavljaju kao važnu odrednicu nacionalnog identiteta i kulture.
Institut hrvatske glazbe se zalaže za poboljšanje suradnje unutar struke, ali i za suradnju s drugim grupacijama od interesa za hrvatsku glazbu. Pružajući potporu članstvu osnivača, IHG zastupa opće interese hrvatske glazbe i cjelokupne glazbene industrije kod svih institucija nadležnih za promicanje i poticanje hrvatske kulture i gospodarstva u zemlji i inozemstvu. Pored toga, IHG brine o promicanju i popularizaciji svih žanrova hrvatske tradicijske, suvremene i klasične glazbe u zemlji i inozemstvu, posebice u kontekstu međunarodne konvencije o kulturnoj raznolikosti. IHG surađuje i s međunarodnim promotorima umjetnosti i organizatorima kulturnih događanja, otvarajući prostor za profesionalno predstavljanje hrvatske glazbe na tržištima drugih zemalja.
Vrednujući najkvalitetnija glazbena dostignuća u Hrvatskoj, IHG organizira i dodjeljuje nagrade (među kojima je najpoznatija nagrada Porin) i priznanja fizičkim i pravnim osobama koje su svojom djelatnošću posebno doprinijele hrvatskoj glazbi i glazbenoj industriji te aktivno potiče produkciju radijskih, televizijskih i web emisija ili projekata posvećenih hrvatskoj glazbi, namijenjenih najširem krugu publike. Predsjednik Instituta hrvatske glazbe je violinist Goran Končar.

## Vanjske poveznice
- Institut hrvatske glazbe – službena stranica
- Nagrada Porin – službena stranica